# Mission Delta 3
Lo Mission Delta 3 è un'unità di operazioni spaziali della United States Space Force, inquadrata nello United States Space Command. Il suo quartier generale è situato presso la Peterson Space Force Base, in Colorado.

## Missione
Il delta addestra e imposta le operazioni delle forze di guerra elettromagnetica spaziale in supporto alle missioni assegnate.
Il 24 luglio 2020 ha ereditato le attività del 721st Operations Group del 21st Space Wing dell'USAF.

## Organizzazione
Attualmente, al 2024, esso controlla:
- 4th Electromagnetic Warfare Squadron - Guerra elettromagnetica spaziale
- 5th Electromagnetic Warfare Squadron - Guerra elettromagnetica spaziale
- 16th Electromagnetic Warfare Squadron - Guerra elettromagnetica spaziale
- 23rd Electronic Warfare Squadron - Guerra elettromagnetica spaziale
- 37th Tactical Intel Squadron
- 3rd Combat Training Squadron - Addestramento e certificazione operativa, sviluppo delle tattiche, supporto ingegneristico e gestione degli equipaggi